# Brandval
Brandval är en kyrkby och tidigare tätort i Kongsvingers kommun i Innlandet fylke i sydöstra Norge. Orten ligger vid riksväg 2 och Solörbanan, öster om älven Glåma. Här finns Brandvals kyrka
Tidigare har orten utgjort centralort i dåvarande Brandvals kommun.